# Lijst van voetbalinterlands San Marino - Zwitserland
Deze lijst van voetbalinterlands is een overzicht van alle officiële voetbalwedstrijden tussen de nationale teams van San Marino en Zwitserland. De landen speelden tot op heden vier keer tegen elkaar, te beginnen met een kwalificatiewedstrijd voor het Europees kampioenschap voetbal 1992 op 14 november 1990 in Serravalle. De laatste ontmoeting, een kwalificatiewedstrijd voor het Europees kampioenschap voetbal 2016, vond plaats in Sankt Gallen op 9 oktober 2015.

## Wedstrijden
| № | Plaats       | Datum            | Competitie           | Wedstrijd                | Uitslag |
| - | ------------ | ---------------- | -------------------- | ------------------------ | ------- |
| 1 | Serravalle   | 14 november 1990 | EK 1992 kwalificatie | San Marino – Zwitserland | 0 – 4   |
| 2 | Sankt Gallen | 5 juni 1991      | EK 1992 kwalificatie | Zwitserland – San Marino | 7 – 0   |
| 3 | Serravalle   | 14 oktober 2014  | EK 2016 kwalificatie | San Marino – Zwitserland | 0 – 4   |
| 4 | Sankt Gallen | 9 oktober 2015   | EK 2016 kwalificatie | Zwitserland – San Marino | 7 – 0   |

## Samenvatting
| Competitie      | Totaal gespeeld | Winst San Marino | Gelijk | Winst Zwitserland | Doelsaldo San Marino – Zwitserland |
| --------------- | --------------- | ---------------- | ------ | ----------------- | ---------------------------------- |
| EK-kwalificatie | 4               | 0                | 0      | 4                 | 0 – 22                             |
| Totaal          | 4               | 0                | 0      | 4                 | 0 – 22                             |

## Details

### Eerste ontmoeting
| EK 1992 kwalificatie (Serravalle, San Marino, 14 november 1990): |              | |
| San Marino | 0 – 4        | Zwitserland |
| | goals        | 52' Alain Sutter 27' Stéphane Chapuisat 43' Adrian Knup 85' Frédéric Chassot                                                                                            |
| Giorgio Leoni | bondscoach   | Uli Stielike |
| Pierluigi Benedettini Marco Montironi Bruno Muccioli 59' Luca Zanotti Luca Gobbi William Guerra Maurizio Ceccoli Massimo Bonini 46' Waldes Pasolini Fabio Francini Marco Macini | opstellingen | Philipp Walker Marc Hottiger Beat Sutter Dominique Herr Alain Geiger 59' Thomas Bickel Adrian Knup Heinz Hermann 46' Kubilay Türkyilmaz Alain Sutter Stéphane Chapuisat |
| Ivan Toccaceli 46' Ivan Matteoni 59' | wissels      | 46' Frédéric Chassot 59' Blaise Piffaretti |
| Loris Zanotti 64' Marco Montironi 82' | gele kaarten | |

### Tweede ontmoeting
| EK 1992 kwalificatie (Sankt Gallen, Zwitserland, 5 juni 1991): |              | |
| Zwitserland | 7 – 0        | San Marino |
| Adrian Knup 3' Marc Hottiger 13' Beat Sutter 29' Heinz Hermann 55' Christophe Ohrel 78' Adrian Knup 86' Kubilay Türkyilmaz 90+1'                                    | goals        | |
| Uli Stielike | bondscoach   | Giorgio Leoni |
| Stefan Huber Heinz Hermann André Egli 75' Dominique Herr Marc Hottiger 75' Beat Sutter Marcel Koller Alain Sutter Adrian Knup Kubilay Türkyilmaz Stéphane Chapuisat | opstellingen | Pierluigi Benedettini Marco Montironi William Guerra Luca Gobbi Claudio Canti 46' Ivan Matteoni Marco Mazza Fabio Francini Loris Zanotti Waldes Pasolini 65' Nicola Bacciocchi |
| Peter Schepull 75' Christophe Ohrel 75' | wissels      | 46' Marco Valentini 65' Marco Mularoni |
| Heinz Hermann 18' Alain Sutter 80' | gele kaarten | 3' Loris Zanotti 80' Marco Mazza |

### Derde ontmoeting
| EK 2016 kwalificatie (Serravalle, San Marino, 14 oktober 2014): |              | |
| San Marino | 0 – 4        | Zwitserland |
| | goals        | 10' Haris Seferović 24' Haris Seferović 30' Blerim Džemaili 79' Xherdan Shaqiri |
| Pierangelo Manzaroli | bondscoach   | Vladimir Petković |
| Aldo Simoncini Fabio Vitaioli 17' Mirko Palazzi Alessandro Della Valle Cristian Brolli Alex Gasperoni 70' Nicola Chiaruzzi Manuel Battistini Giovanni Bonini Matteo Vitaioli 61' Mattia Stefanelli | opstellingen | Yann Sommer Johan Djourou 59' Stephan Lichtsteiner Steve von Bergen Ricardo Rodríguez Blerim Džemaili Xherdan Shaqiri Granit Xhaka 73' Pajtim Kasami Haris Seferović 46' Josip Drmić |
| Michele Cervellini 17' José Hirsch 61' Lorenzo Gasperoni 70' | wissels      | 46' Admir Mehmedi 59' Silvan Widmer 73' Tranquillo Barnetta |
| Alex Gasperoni 61' Giovanni Bonini 90' | gele kaarten | 27' Blerim Džemaili |

FSGC · A-internationals · Bondscoaches · Statistieken · San Marino U21 · San Marino U19 · San Marino U18 · San Marino U17 · San Marino U16
1986 – 1989 · 1990 – 1999 · 2000 – 2009 · 2010 – 2019 · 2020 – 2029
2000 · 2001 · 2002 · 2003 · 2004 · 2005 · 2006
Albanië · 
Andorra ·
Azerbeidzjan ·
België · 
Bosnië en Herzegovina · 
Bulgarije ·
Canada ·
Cyprus ·
Denemarken ·
Duitsland · 
Engeland · 
Estland · 
Faeröer · 
Finland · 
Gibraltar · 
Griekenland · 
Hongarije · 
Ierland · 
IJsland ·
Israël · 
Italië · 
Kaapverdië ·
Kazachstan ·
Kosovo ·
Kroatië · 
Letland · 
Libanon · 
Liechtenstein · 
Litouwen · 
Luxemburg ·
Malta ·
Moldavië ·
Montenegro ·
Nederland · 
Noord-Ierland · 
Noorwegen ·
Oekraïne ·
Oostenrijk · 
Polen · 
Roemenië · 
Rusland · 
Saint Kitts en Nevis ·
Saint Lucia ·
Schotland · 
Servië en Montenegro · 
Seychellen ·
Slovenië · 
Slowakije · 
Spanje · 
Syrië ·
Tsjechië · 
Turkije · 
Wales · 
Wit-Rusland · 
Zweden · 
Zwitserland
Nederland (2011)
SFV · A-internationals · Selecties · Bondscoaches · Zwitsers vrouwenelftal · Olympisch elftal · Zwitserland U21 · Zwitserland U19 · Zwitserland U18 · Zwitserland U17 · Zwitserland U16 · Vrouwen U17
1905 – 1919 · 
1920 – 1929 · 
1930 – 1939 · 
1940 – 1949 · 
1950 – 1959 · 
1960 – 1969 · 
1970 – 1979 · 
1980 – 1989 · 
1990 – 1999 · 
2000 – 2009 · 
2010 – 2019 · 
2020 – 2029
EK's: 1996 · 
2004 · 
2008 · 
2016 · 
2020 · 
2024
WK's: 1934 · 
1938 · 
1950 · 
1954 · 
1962 · 
1966 · 
1994 · 
2006 · 
2010 · 
2014 · 
2018 · 
2022
OS: 1924 · 
1928 · 
2012
1905 · 
1906 · 1907 · 
1908 · 
1909 · 
1910 · 
1911 · 
1912 · 
1913 · 
1914 · 
1915 · 
1916 · 
1917 · 
1918 · 
1919 · 
1920 · 
1921 · 
1922 · 
1923 · 
1924 · 
1925 · 
1926 · 
1927 · 
1928 · 
1929 · 
1930 · 
1931 · 
1932 · 
1933 · 
1934 · 
1935 · 
1936 · 
1937 · 
1938 · 
1939 · 
1940 · 
1941 · 
1942 · 
1943 · 
1944 · 
1945 · 
1946 · 
1947 · 
1948 · 
1949 · 
1950 · 
1952 ·
1952 · 
1953 · 
1954 · 
1955 · 
1956 · 
1957 · 
1958 · 
1959 · 
1960 · 
1961 · 
1962 · 
1963 · 
1964 · 
1965 · 
1966 · 
1967 · 
1968 · 
1969 · 
1970 · 
1971 · 
1972 · 
1973 · 
1974 · 
1975 · 
1976 · 
1977 ·
1978 · 
1979 · 
1980 · 
1981 · 
1982 · 
1983 · 
1984 · 
1985 · 
1986 · 
1987 · 
1988 · 
1989 · 
1990 ·
1991 · 
1992 · 
1993 · 
1994 ·
1995 · 
1996 · 
1997 · 
1998 · 
1999 · 
2000 · 
2001 · 
2002 · 
2003 · 
2004 · 
2005 · 
2006 · 
2007 · 
2008 · 
2009 · 
2010 · 
2011 · 
2012 · 
2013 ·
2014 ·
2015 ·
2016 ·
2017 ·
2018 ·
2019 ·
2020 ·
2021 ·
2022
Albanië ·
Algerije · 
Andorra · 
Argentinië ·
Australië ·
Azerbeidzjan ·
België ·
Bolivia ·
Bosnië en Herzegovina ·
Brazilië ·
Bulgarije ·
Canada ·
Chili ·
China ·
Colombia ·
Costa Rica ·
Cyprus ·
Denemarken ·
DDR ·
Duitsland ·
Ecuador ·
Egypte ·
Engeland · 
Estland ·
Faeröer ·
Finland ·
Frankrijk ·
Georgië ·
Ghana ·
Gibraltar ·
Griekenland ·
Honduras ·
Hongarije ·
Hongkong ·
Ierland ·
IJsland ·
Israël ·
Italië ·
Ivoorkust ·
Jamaica ·
Japan ·
Joegoslavië ·
Kameroen ·
Kenia ·
Kosovo ·
Kroatië ·
Letland ·
Liechtenstein ·
Litouwen ·
Luxemburg ·
Malta ·
Marokko ·
Mexico ·
Moldavië ·
Montenegro ·
Nederland ·
Nigeria ·
Noord-Ierland ·
Noorwegen ·
Oekraïne ·
Oman ·
Oostenrijk ·
Panama ·
Peru ·
Polen ·
Portugal ·
Qatar ·
Roemenië ·
Rusland ·
Saarland ·
San Marino ·
Schotland ·
Servië ·
Slovenië ·
Slowakije ·
Sovjet-Unie · 
Spanje ·
Togo ·
Tsjechië ·
Tsjecho-Slowakije ·
Tunesië ·
Turkije ·
Uruguay ·
Venezuela ·
VA Emiraten ·
Verenigde Staten ·
Wales ·
Wit-Rusland ·
Zimbabwe ·
Zuid-Korea ·
Zweden
Albanië (2016) ·
Argentinië (2014) ·
Brazilië (2018) ·
Chili (2010) ·
Costa Rica (2018) ·
Ecuador (2014) ·
Frankrijk (2006) ·
Frankrijk (2014) ·
Frankrijk (2016) ·
Frankrijk (2021) ·
Honduras (2010) · 
Honduras (2014) · 
Italië (2021) · 
Oekraïne (2006) ·
Portugal (2008)  · 
Portugal (2022) · 
Roemenië (2016) · 
Servië (2018) ·
Spanje (2010) ·
Spanje (2021) ·
Togo (2006) ·
Tsjechië (2008) ·
Turkije (2008) ·
Turkije (2021) ·
Wales (2021) ·
Zuid-Korea (2006) ·
Zweden (2018)